# Victor Veysey
Victor Vincent Veysey (ur. 14 kwietnia 1915 w Los Angeles, zm. 13 lutego 2001 w Hemet) – amerykański polityk, członek Partii Republikańskiej.

## Działalność polityczna
Od 1963 zasiadał w Zgromadzeniu Stanowym Kalifornii. Następnie od 3 stycznia 1971 do 3 stycznia 1973 przez jedną kadencję był przedstawicielem 38. okręgu, a od 3 stycznia 1973 do 3 stycznia 1975 przez jedną kadencję nowo utworzonego 43. okręgu wyborczego w Kalifornii w Izbie Reprezentantów Stanów Zjednoczonych.